# Nilfisk

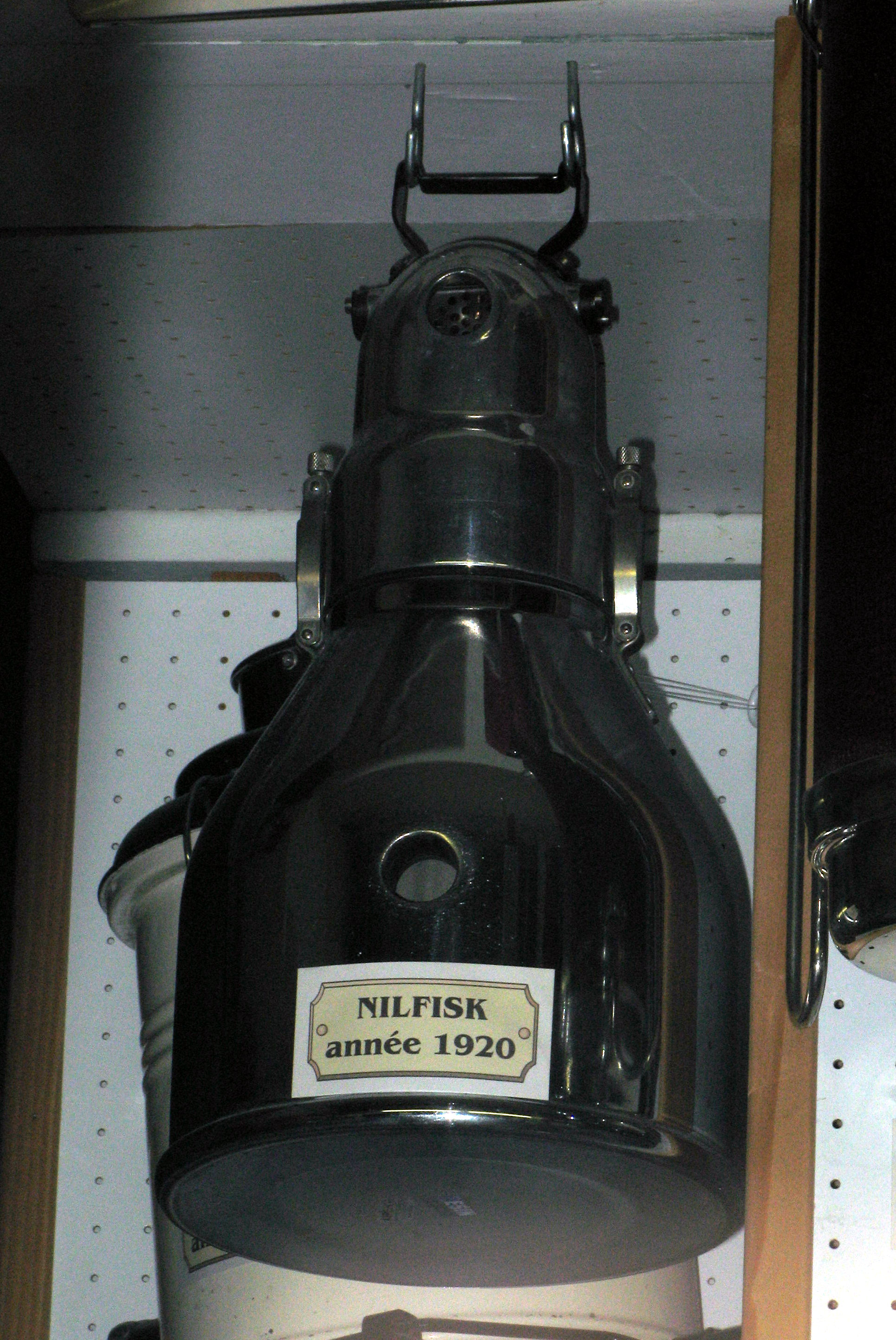
Dammsugare (1920)

Nilfisk är en dansk tillverkare av städutrustning. Nilfisk vänder sig till professionella användare som städbolag, facility management-bolag, fastighetsbolag, kommuner och landsting. Företaget har 3800 anställda och finns i över 80 länder världen över. Företaget var en del i det danska börsnoterade företaget NKT (Nordisk Kabel och Tråd). Nilfisk har fabriker i USA, Italien, Ungern  och Kina. Företaget har även produktutveckling i Sverige, Danmark, Tyskland och Korea. 

## Historia
Nilfisk är mest känt för att tillverka dammsugare och grundades år 1906 just för att tillverka dammsugare under namnet P.A Fisker & Nielsen, efter de personer som grundade företaget. 1909 tog de fram sin första fungerande dammsugare. Försäljningen gick framåt och 1954 hade företaget sålt en miljon maskiner. Åren 1919-1926 och 1934-1960 tillverkade man även 4-cylindriga motorcyklar under namnet Nimbus 

Idag tillverkar Nilfisk alla tänkbara städmaskiner: allt från dammsugare och polermaskiner till industridammsugare, åkbara städmaskiner och gatusopmaskiner. År 1998 bytte Nilfisk namn till Nilfisk-Advance.

## Varumärken och sortiment
Nilfisk i Sverige tillverkar och saluför dessutom alla typer av rengöringsmedel (som exempelvis klorrent och städredskap under varumärkena Nilfisk-Advance, Nordex och Euroclean. I sortimentet finns allt från enklare tvätt-, disk- och allrengöringsmedel till professionella golvvårdssystem och medel för rengöring inom industrin. Även doseringssystem ingår i produktportföljen. På redskapssidan ligger betoningen på ergonomi och företaget utvecklar nya produkter i nära samarbete med både ergonomer och slutanvändare. Från borstar, fönsterputsredskap och rondeller till moppar, städdukar, skaft och städvagnar. Nilfisk har även en konsumentdivision med ett brett utbud av dammsugare för hushållsmarknaden. Systerbolaget Nilfisk-ALTO tillverkar och säljer högtryckstvättar både för proffsanvändare och för konsumenter.